# Südafrikanische Badmintonmeisterschaft 1969
Die Südafrikanische Badmintonmeisterschaft 1969 fand in Bloemfontein statt. Es war die 19. Austragung der nationalen Titelkämpfe im Badminton in Südafrika.

## Titelträger
| Disziplin    | Sieger                         |
| ------------ | ------------------------------ |
| Herreneinzel | Alan Parsons                   |
| Dameneinzel  | Gillian Perrin                 |
| Herrendoppel | Kenneth Parsons Rennie du Toit |
| Damendoppel  | Margaret Boxall Susan Whetnall |
| Mixed        | Derek Talbot Gillian Perrin    |

## Finalresultate
| Disziplin    | Sieger                         | Finalist                   | Ergebnis          |
| ------------ | ------------------------------ | -------------------------- | ----------------- |
| Herreneinzel | Alan Parsons                   | William Kerr               | 15–2, 15–7        |
| Dameneinzel  | Gillian Perrin                 | Margaret Boxall            | 11–1, 8–11, 11–4  |
| Herrendoppel | Kenneth Parsons Rennie du Toit | Tony Jordan Derek Talbot   | 7–15, 15–8, 15–10 |
| Damendoppel  | Margaret Boxall Susan Whetnall | Wilma Prade Ann Smith      | 15–6, 15–4        |
| Mixed        | Derek Talbot Gillian Perrin    | Tony Jordan Susan Whetnall | 15–10, 15–13      |